# Willi Kimmritz
Willi Kimmritz, auch Kimmeritz (* 26. Juni 1912 in Wriezen; † 26. Juli 1950 in Frankfurt an der Oder), war ein Einbrecher, Vergewaltiger und mehrfacher Mörder.

## Leben
Kimmritz wurde als 14. Kind in eine Arbeiterfamilie hineingeboren und besuchte die Volksschule bis zur siebenten Klasse. Nach seiner Konfirmation arbeitete er als Knecht und Kutscher in der Landwirtschaft. Seine erste Verurteilung zu drei Jahren Zuchthaus wegen „Notzucht“ (Vergewaltigung) erfolgte 1936, die Strafe verbüßte er in Gollnow. Nach seiner Entlassung heiratete er und wurde Vater eines Kindes. 1943 verübte er einen Einbruchdiebstahl bei seinem Arbeitgeber, einem Lebensmittelgrossisten, und wurde erneut zu drei Jahren Zuchthaus verurteilt. Während der Haft erfolgte die Scheidung.
Im April 1945 wurde Kimmritz mit den anderen Häftlingen der Gollnower Haftanstalt aufgrund der nahenden Roten Armee auf einen Treck nach Westen geschickt und schließlich dabei freigelassen. Nach einem Zwischenspiel als Gutsverwalter eines Versorgungsgutes der sowjetischen Besatzer, bei dem er der Unterschlagung beschuldigt wurde, floh er zunächst nach Freienwalde zu seiner Mutter und anschließend nach Berlin, wo er ohne festen Wohnsitz zumeist bei Prostituierten lebte. Seinen Lebensunterhalt bestritt er vor allem durch Einbruchsdiebstähle und Raub.
Zwischen 1946 und 1948 lockte er mehrere Frauen in die Brandenburger Waldgebiete nördlich und östlich von Berlin und vergewaltigte und beraubte sie dort. Vier von ihnen tötete er. Seine Taten lösten eine der größten Fahndungsaktionen der Nachkriegszeit namens Aktion Roland aus. Die Suche nach Kimmritz verlief zunächst erfolglos, obwohl mehrere der überlebenden Opfer ihn schon früh in einer Täterkartei identifiziert hatten. Dies ist vor allem den Nachkriegsumständen (unzureichende Polizeikräfte und Fahndungsmittel, Behinderung der Fahndung durch die sowjetischen Besatzungsbehörden, Kompetenzstreitigkeiten zwischen den Besatzungsmächten und schließlich die Berlinblockade) zuzuschreiben, die die Ermittlungsarbeiten erschwerten.
Am 11. September 1948 wurde Kimmritz von einer Zeugin in Berlin wiedererkannt und im Französischen Sektor verhaftet; bei der Vernehmung legte er ein erstes Geständnis ab. Es erfolgte die Auslieferung in den sowjetischen Sektor, wo er schließlich 23 Vergewaltigungen, vier Morde und zahlreiche Eigentumsdelikte gestand. Am 18. Februar 1949 begann der Prozess vor dem Landgericht Potsdam. Aus prozessökonomischen Gründen wurde nur über 13 Vergewaltigungen und drei Morde verhandelt. Bereits am selben Tag erging das Todesurteil, das in der Berufungsverhandlung und der Revision bestätigt wurde. Am 26. Juli 1950 wurde Willi Kimmritz in der Haftanstalt Frankfurt (Oder) durch das Fallbeil hingerichtet.

## Rezeption
Der DEFA-Spielfilm Leichensache Zernik (1971) lehnt sich an die Jagd auf Kimmritz an.
Der Fall war 2014 Gegenstand des Dokudramas „Willi Kimmritz – Schrecken der Wälder“ aus der RBB-Reihe Tatort Berlin (Autoren: Gabi Schlag und Benno Wenz).